# The Queen's Knight
The Queen's Knight 여왕의 기사?, yeowangui gisaLR, yŏwangŭi kisaMR è un manhwa scritto e disegnato da Kim Kang-won. La sua serializzazione è durata dal 1997 al 2007, successivamente la serie è stata raccolta in 17 volumi. La serie è stata pubblicata in inglese (per 12 volumi) e in tedesco da Tokyopop, mentre è inedita in Italia.

## Trama
La quindicenne Yuna Lee è una normale studentessa delle superiori. Da qualche tempo Yuna ha strani sogni nei quali le appare un affascinante cavaliere che la chiama "regina" e i due condividono un bacio. La ragazza, tuttavia, sente molto la mancanza della madre, che vive in Germania, e durante le vacanze decide di raggiungerla in Europa, qui, durante una visita al Castello di Neuschwanstein, ha un incidente nel quale viene salvata dal misterioso cavaliere dei suoi sogni che dice di chiamarsi Rieno. Al suo risveglio il ragazzo le comunica di trovarsi nella dimensione parallela di Phantasma, dove lui l'ha portata per farla diventare la regina del paese e liberarlo dall'eterno gelo che lo attanaglia, le sue spiegazioni sono però vaghe, mentre Yuna non vuole rimanere, desiderando rientrare nella sua dimensione. Le sue proteste sono però vane, per tutto l'inverno Rieno la addestra al combattimento e i due iniziano a condividere una iniziale amicizia e, da parte di Yuna, anche una certa attrazione.
Dopo l'ennesimo tentativo di fuga da parte della ragazza, Rieno decide di portarla al palazzo reale dove Yuna scopre che sono in molti ad attendere una nuova regina e che lei non è che l'ultima di una lunga serie di sovrane che l'hanno preceduta nella dimensione di Phantasma, finendo tutte per perire. La prima impressione dei funzionari del palazzo è che la ragazza sia inadeguata al ruolo, essendo troppo giovane, testarda, cocciuta e per niente raffinata o affascinante. Tuttavia la sua indole spontanea, la sua strenua difesa del popolo che lentamente sente sempre più suo e il desiderio di conoscenza la faranno apprezzare dai vari comprimari, in particolare i "Cavalieri della Regina", un élite di guerrieri selezionati per proteggerla e che si affezioneranno a lei. 
Con il loro aiuto la ragazza introdurrà su Phantasma molte innovazioni moderne provenienti dal suo tempo, a cominciare dal suo abbigliamento anticonformista, l'istruzione obbligatoria per i bambini, la tutela delle donne, il lavoro correttamente regolamentato. Yuna, tuttavia, avverte un progressivo allontanamento di Rieno, mentre intreccia una relazione con Ehren Furst, figlio del Cancelliere di palazzo. Il distacco di Rieno è una sua scelta per preservare la ragazza e i sentimenti che inizia a provare nei suoi confronti: essendo infatti felice, la Regina è in grado di riportare la primavera su Phantasma, mentre se decidesse di iniziare una storia con Rieno ne verrebbe progressivamente distrutta, riportando il gelo sul paese. Rieno è infatti per metà demone, ciò gli conferisce la facoltà di portare su Phantasma una nuova regina, ma non di amarla, essendo proibito questo legame.
Nonostante ciò Rieno e Yuna sono già innamorati e ciò consuma progressivamente entrambi così, mentre Yuna combatte con se stessa per non cedere e far ripiombare Phantasma nell'inverno, Rieno, accecato dalla gelosia, perde la capacità di ragione, trasformandosi in un mostro: i suoi ultimi gesti sono comunque orientati a preservare Phantasma e Yuna, tenterà infatti di rifugiarsi in una foresta fitta e impenetrabile, tuttavia i cavalieri di Phantasma sono più che decisi a distruggerlo definitivamente.
Solo l'amore di Yuna, che lo salverà in extremis, riuscirà a purificare il suo spirito magico per metà demoniaco, ma ciò comporterà l'autodistruzione di entrambi.
Al risveglio dopo la grande battaglia Yuna si ritroverà nella sua realtà, in ospedale, e apprenderà di essere rimasta in coma un anno, dopo l'incidente in Baviera. Con qualche difficoltà tenterà di riprendere in mano la sua esistenza da adolescente, ora più sicura di sé e maturata dopo le esperienze di quello che crede un sogno. Tuttavia le sembra di scorgere in Kahyun, il migliore amico di suo fratello, una certa rassomiglianza con Rieno e atteggiamenti che paiono lasciar intendere che lui sia una reincarnazione dell'anima del cavaliere.